# Linux Journal
Linux Journal est un magazine mensuel d'informatique publié par Linux Journal, LLC. (Denver, Colorado). Il se concentre particulièrement sur Linux, apportant une source d'information hautement spécialisée à la communauté open source.
C'est un des journaux techniques de référence dans le domaine,.

## Histoire
Créé en 1994, Linux Journal a été le premier magazine à traiter du noyau Linux et des systèmes d'exploitation basés sur celui-ci. Le premier numéro, publié en mars 1994 par Phil Hughes et Bob Young, cofondateur de Red Hat, comportait une interview du créateur de Linux, Linus Torvalds.
Initialement publié sous forme papier, le magazine passe à une publication exclusivement numérique à partir du numéro 209 d’août 2011 sur différents supports.
Début juillet 2014, il a été révélé que le programme XKeyscore de la NSA ciblait les lecteurs de Linux Journal dans le cadre de la surveillance des personnes intéressées par la distribution Linux Tails.
Le 1er décembre 2011, face à des difficultés financières, le journal annonce la fin de sa publication. Cependant, le soutien annoncé le 1er janvier 2018 du fournisseur d'accès VPN Private Internet Access (en), qui partage des valeurs similaires, permet le sauvetage du magazine et d'envisager de nouveaux développements. Selon le rédacteur en chef, Doc Searls:
« Linux Journal devrait être à Linux ce que le National Geographic est à la géographie et The New Yorker à New York - soit beaucoup plus que ce que suggère le seul titre. »
Le 7 août 2019 le Journal annonce à ses lecteurs sa cessation d'activité.
Le 22 septembre 2022, Linux Journal est racheté par Slashdot Media et reprend son activité.

## Contenu
Linux Journal publie des articles sur tous les sujets concernant le développement et l'utilisation de Linux, ainsi que sur les logiciels qui y sont associés, allant du développement de pilotes de périphérique à la modification de photos avec GIMP. En plus de tutoriels, chaque numéro présente des critiques de produits Linux, des astuces et des analyses de marché.